# لي وون-جاي
لي وون-جاي (هانغل: 이원재) هو لاعب كرة قدم كوري جنوبي في مركز الدفاع، ولد في 24 فبراير 1986 في كوريا الجنوبية. لعب مع أولسان هيونداي وبوهانغ ستيلرز وجونبك هيونداي موتورز ونادي دايجو.

## وصلات خارجية
- لي وون-جاي على موقع دوري كوريا الجنوبية (الإنجليزية)
- لي وون-جاي على موقع قاعدة بيانات كرة القدم.إي يو (الإنجليزية)
- لي وون-جاي على موقع Soccerway.com (الإنجليزية)